# Sedma od Devet
Sedma od Devet (eng. Seven of Nine) izmišljeni je lik iz serije Zvjezdane staze: Voyager. Glumi ju Jeri Ryan. 

## Lik Sedme od Devet
Sedmu od Devet, rođenu kao Annika Hansen asimilirao je Borg sa šest godina. Prije Borga živjela je na Tendari s roditeljima Magnusom i Erin Hansen, koji su bili znanstvenici s teorijom o postojanju Borga. 2354. krenuli su u potragu za Borgom i poveli Anniku sa sobom. Nakon nekog vremena Borg ih je opazio i asimilirao. Tako Annika postaje Sedma od Devet i provodi djetinjstvo kao borgovska radilica.
Sedma se prvi put pojavila u Zvjezdanim stazama: Voyager u četvrtoj sezoni, epizoda "Scorpion" (drugi dio) gdje je služila Borgu kao posrednik između Borga i Voyagera tijekom rata između Borga i Vrste 8472. Kapetanica Janeway sklopila je savez s Borgom ponudivši mu prilagođene nanosonde koje bi uništile Vrstu 8472. Kolektiv je odlučio postaviti Sedmu s Janeway i Tuvokom, nakon što su oni odbili privremenu asimilaciju radi bolje komunikacije. Sedma i još radilica su nadogradili Voyager borgovskom tehnologijom kako bi Voyager mogao pružiti otpor Vrsti 8472. no Sedma je pokušala prekršiti dogovor, što je Chakotaya prisililo na dekompresiju skladišta, koje su ona i još radilica asimilirali. Sedma je bila jedina koja je preživjela dekompresiju. Nakon poraza, Vrsta 8472 bježi natrag u fluidni svemir. Sedma se želi vratiti u Kolektiv i asimilirati Voyager, no Chakotay ju sprječava. Janeway je odlučila zadržati Sedmu na brodu, a Doktor joj je počeo uklanjati usatke.
Nakon odvajanja od Kolektiva, Sedma se suočila s mnogim izazovima te joj je prelazak bio težak. Morala je prihvatiti pravila Flote i prilagoditi se posadi. Na kraju pomaže posadi da uklone borgovske komponente ugrađene u Voyager. Doktor uklanja većinu borgovskih usadaka, no neke je morao ostaviti jer su bili važni za funkcioniranje njezina tijela zbog čega se i morala regenerirati u skladištu. Preferirala je da ju posada zove Sedma od Devet. 

## Dostignuća
Pošto je bila radilica, Sedma je imala bolji vid od većine ljudi i nadmoćnu fizičku snagu. Bila je otpornija na ozljede i mnoge vrste zračenja.
Tijekom prvih mjeseci na Voyageru, Sedma je posadi u strojarnici pomogla da poboljšaju warp pogon. S Harryjem dizajnirala i izgradila astrometrijski laboratorij koji postaje važan Voyagerov dodatak. Zahvaljujući njoj pronađena je komunikacijska mreža koju su iskoristili da pronađu brod Prometheus, što je kasnije omogućilo Voyageru da povremeno prima poruke iz Alfa kvadranta.
Razvila je tehniku korištenja nanosondi kako bi oživjela osobu koja je bila mrtva nekoliko minuta. 2376. napravljena su poboljšanja na njezinoj ostavnici, tako da može obrađivati Voyagerove informacije i dok se regenerira.

## Odnosi
Prije dolaska na Voyager, Sedma je provela većinu života kao radilica Borga, što je znatno utjecalo na njezino ponašanje i osobnos kao čovjeka. Zadržala je mnoge borgovske osobnosti, poput ne pokazivanja osjećaja. Često nije poštovala Janewayine zapovijedi, kad je mislila da su netočne. Kako je vrijeme prolazilo, ona je postupno uspostavljala blizak odnos sa svima, a posebno s Doktorom, Tuvokom i Janeway.
Iako to nikada nije htjela priznati, Sedma je uvijek željela imati obitelj; često je čitala dnevnike i zapise svojih roditelja s misije na Ravenu, jer je to bilo jedino što joj je ostalo od njih. 2377. uspostavljena je video veza s kvadrantom Alfa te se tako Sedma javila svojoj teti Irene.
Prilikom nalaska napuštene borgovske djece Sedma je prisliljena biti im majka. Brinula se za Icheba, Mezoti, Rebija i Azana, sve dok nisu otišli živjeti na svoj matični planet (svi osim Icheba). Imala je velikih problema u odgoju jer su se djeca bunila njezinom strogom odgoju. Požalila se Chakotayu da ona ne može odgajati djecu te da se više ne želi brinuti za njih. On joj je pomogao da shvati da djecu treba odgajati spontano. Njezini napori su se znatno smanjili kada je počela primjenjivati takav odgoj.
Doktor je uvelike zaslužan za Sedmin napredak u socijalizaciji. Kako je bio zadužen za vađenje usadaka i preglede, Sedma i Doktor su se počeli družiti. Doktor je ohrabrivao Sedmu da ima ljubavnu vezu, podučavajući ju o izlascima i spojevima. Otkrio je i da ima talentiran glas. Kasnije se zaljubio u nju, no to joj nije htio priznati. Povrijeđen je kad Sedma odustaje od ljubavnih lekcija zato što na brodu nema prikladnog partnera. 2377. Sedma, Doktor i Harry Kim odlaze na misiju s Delta Flyerom, te ih zarobe Lokirimi, vrsta koja progoni holograme, jer su se hologrami pobunili protiv njihove vlasti. Lokirimi su željeli uništiti Doktorov program, no Sedma mu je pomogla tako da je prebacila njegov program u moždani usadak. Doktor preuzima nadzor nad Sedminim motornim sposobnostima i biva zarobljen u njezinu tijelu. Nakon ponovne aktivacije Doktorovog programa Sedma se ne osjeća dobro jer se Doktor prejeo kolača. Kada je 2378. Doktor mislio da će mu se program dekompilirati i da će umrijeti, napokon je priznao Sedmoj da ju voli. Pošto je ipak preživio, bilo mu je neugodno. Odustao je od Sedme kada je saznao da izlazi s Chakotayem.
B'Elanna nije vjerovala Sedmoj, pa je nekoliko puta došlo do svađe između njih dvije. Vjerovala je da je Sedma hladna, nepristojna i da se ponašala prema posadi kao prema radilicama. Rekla je Chakotayu da neće biti odgovorna ako se njih dvije potuku. Sedma je proučavala odnose i druženje B'Elanne i Toma u njihovoj vezi. No oko 2377. njihov odnos se popravlja. Sedmoj je prijetilo oštećenje moždanog čvorišta, B'Elanna ju je tješila govoreći joj da je učinila velike doprinose posadi i Voyageru.
Kapetanica Janeway je odlučila posve odvojiti Sedmu od Kolektiva. Pomogla joj je da u vraćanju ljudskosti, pokušavajući ju podsjetiti na sjećanja kada je bila Annika Hansen. Podučavala ju je i umjetnosti, kako bi razvijala što više ljudskih strana. Kada je Voyager susreo Dauntless, Sedma je kapetanici priznala da je zahvalna na tome što joj je vratila individualnost i da se ne bi željela vratiti u Kolektiv.
Godine 2377. Sedma je razmatrala o ljubavnoj vezi s Chakotayem. U njezinoj holosimulaciji Voyagera, Chakotay je bio njezin dečko, a ona je s njim imala spojeve. No kako je imala usađene usadke, onesvijestila bi se kada bi dosegnula određenu granicu osjećaja. Doktor joj je ponudio vađenje usadaka, što je isprva odbila, no kasnije prihvatila. Nakon što su željeni usatci izvađeni, Sedma je započela vezu s pravim Chakotayem, i njih dvoje su 2378. počeli hodati. Kada je admiralica Janeway došla iz budućnosti otkrila je da su se Sedma i Chakotay vjenčali.

## Ključne epizode
- "Škorpion" (sezona 4, epizoda 1.) – Sedma se prvi put pojavljuje u Zvjezdanim stazama: Voyager. Predstavlja Borg na USS Voaygeru te biva odvojena od Kolektiva.
- "Gavran" (sezona 4, epizoda 6.) – Sedma ima flashbackove gavrana na brodu koji ju progoni.
- "Osvrt" (sezona 4, epizoda 17.) – Sedma vjeruje da ju je nepoznati izvanzemaljac zlostavljao, te se želi osvetiti.
- "Ubojita igra" (sezona 4, epizoda 18.) – Sedma pomaže Doktoru osvojiti natrag Voyager.
- "Radilica" (sezona 5, epizoda 2.) – Nezgoda prilikom transportacije uzrokuje asimilaciju Doktorovog emitera, te on počinje asimilirati cijeli znanstveni laboratorij. Tako nastaje nova radilica za koju se Sedma brine.
- "Dark Frontier" (sezona 5, epizoda 15.) – Borg kraljica želi reasimilirati Sedmu. Epizoda također prati Anniku Hansen: Sedmu kao petogodišnju curicu.
- "Someone to Watch Over Me" (sezona 5, epizoda 22.) – Doktor uči Sedmu o izlascima.
- "Kolektiv" (sezona 6, epizoda 16.) – Voyager nalazi Borgovu kocku nastanjenu sa samo petero djece. Sedma se odluči brinuti za njih.
- "Unimatrica 0" (sezona 6, epizoda 26.) – Unimatrica 0 je virtualno mjesto gdje Borg može postojati bez usadaka i Kolektiva. Sedma odlazi u Unimatricu 0 i sastaje se s prijateljima.
- "Nesavršenost" (sezona 7, epizoda 2.) – Nakon što joj jedan od usadaka prestane funkcionirati, Sedma se suočava sa smrću.
- "Tijelo i duša" (sezona 7, epizoda 7.) – Doktor je primoran preuzeti Sedmino tijelo.
- "Ljudska greška" (sezona 7, epizoda 18.) – Sedma vježba svoje socijalne vještine u holodeku.

## Vanjske poveznice
- Star Trek biografija Sedme od Devet  Arhivirana inačica izvorne stranice od 18. travnja 2008. (Wayback Machine)